# Автобус отходит в 6.20
«Автобус отходит в 6.20» (пол. Autobus odjeżdża 6.20) — польский чёрно-белый художественный фильм 1954 года, драма в жанре социалистического реализма.

## Сюжет
Кристина Порадская живёт в маленьком городке. Её муж Виктор — электрик, ценный работник, к тому же пользующийся успехом у женщин. Кристина работает помощницей у парикмахера и вместе с тёщей воспитывает маленького сына. Её удручает жизнь без перспектив, неверность мужа и унижения на работе. Кристина уезжает в большой город, чтобы устроиться по производстве. Начинает работать уборщицей на металлургическом заводе, но одновременно изучает работу сварщика. Вскоре осваивает эту профессию, получает повышение и квартиру, привозит в город семью.  Кристину направляют на учëбу в техникум. Муж тем временем начинает новый роман. Но его любовница и лучший друг оказываются ворами. В конце концов Виктор понимает, кто для него более важен. Он сообщает заводскому партийному секретарю о преступлениях «друзей», поступает на новую работу и соглашается с Кристиной на окончание ею учëбы.

## В ролях
- Александра Шлёнская — Кристина Порадская
- Ежи Душиньский — Виктор Порадский
- Ирена Нетто — мать Виктора
- Ежи Брашка — Юрек Порадский
- Эдвард Дзевоньский — Стефаньский, друг Виктора
- Ханка Белицкая — Люцина, директор рабочего общежития
- Барбара Драпинская — Янечка, любовница Виктора
- Зыгмунт Кенстович — Венцковский, сварщик
- Казимеж Вихняж — Мусёл, начальник цеха
- Ян Цецерский — Запала, секретарь заводского комитета партии
- Хенрик Боровский — Слабоньский, начальник отдела кадров
- Зыгмунт Зинтель — работник отдела кадров
- Лех Ордон — Слива
- Феликс Жуковский — Горгось
- Антонина Гордон-Гурецкая — Баторская, подруга Кристины в техникуме
- Юзеф Нальберчак — Процек, секретарь комитета партии в техникуме
- Ольга Бельская — работница в бюро Виктора
- Вацлав Ковальский — курьер в бюро Виктора
- Станислав Яворский — Эдвард Рыжик, парикмахер
- Януш Зеевский — директор городка аттракционов
- Зофья Ямры — работница тира в городке аттракционов
- Ванда Якубиньская — Ковальская
- Зофья Вильчиньская — Игнацова
- Алиция Рацишувна — Валерка
- Халина Дрохоцкая — жена доктора
- Збигнев Сковроньский — Фронцек
- Ежи Антчак — Тадек
- Ян Рыбковский — сварщик